# 工業技術研究院

工研院中興院區俯瞰全景

工研院中興院區51、52、53館

工研院科技之窗展示館

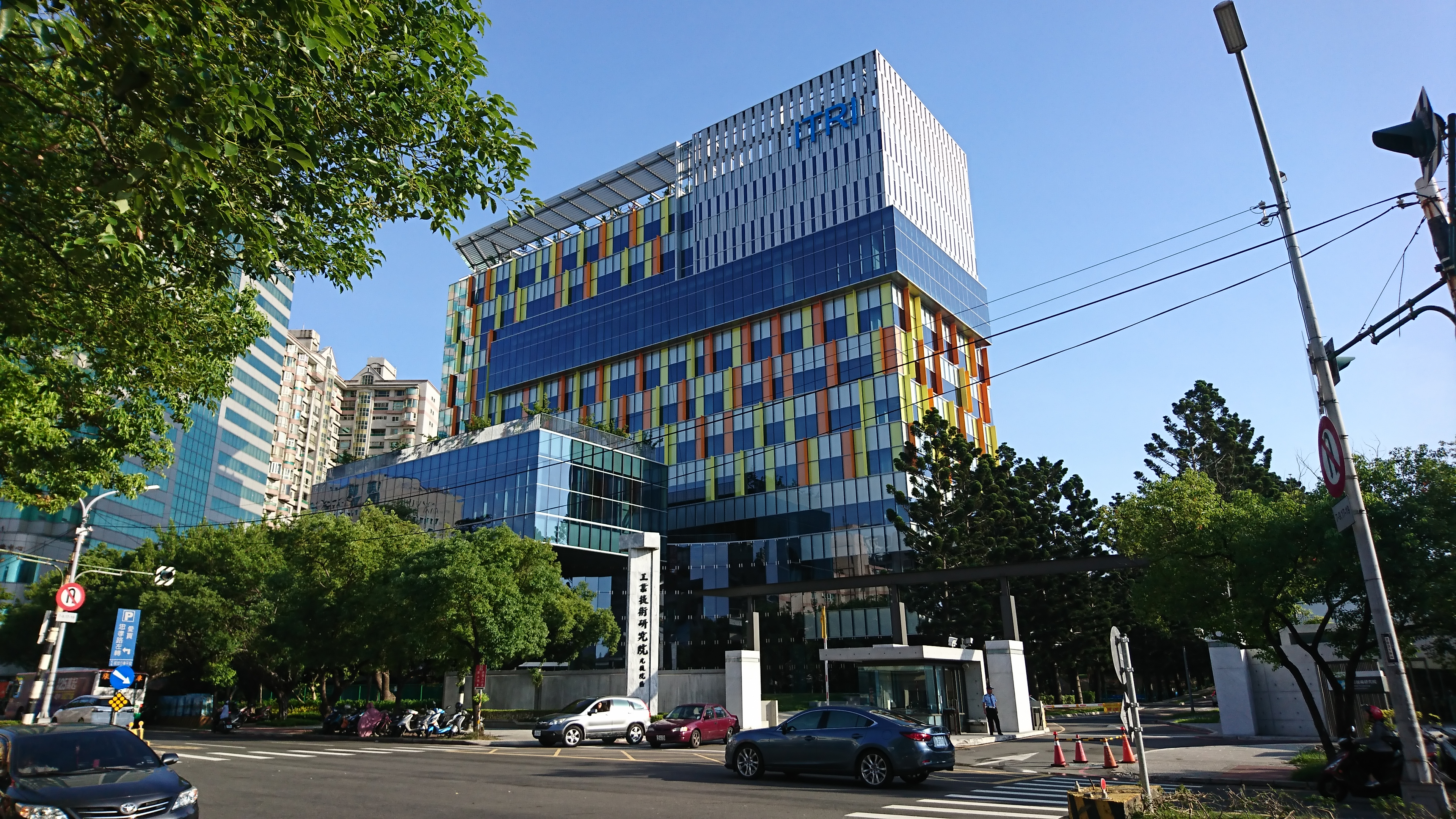
工研院創新園區大樓

工業技術研究院（簡稱工研院，英文簡寫：ITRI）由時任經濟部長孫運璿成立之臺灣應用研究機構，以科技研發，帶動產業發展、創造經濟價值、增進社會福祉、提升國家競爭力等遠見目標。
自1973年成立以來，率先投入積體電路的研發，並孕育眾新興科技產業；累積近三萬件專利，並新創及育成包括台積電、聯電、晶元光電等上市櫃公司，帶動產業發展。總部位於臺灣新竹，並在美國、歐洲、日本設有辦事處。工研院簡介 

## 介紹
工研院是台灣最大的產業技術研發機構，也是開創台灣半導體產業的先鋒。
1969年底，甫接任經濟部長的孫運璿應邀訪韓，在參觀韓國首爾的科技研究院時，對於韓國政府為發展科技產業，給予科技人才優厚待遇和彈性法規的作法印象深刻，返國後立刻著手推動類似機構。
1973年時，任經濟部長孫運璿推動聯合工業研究所、聯合礦業研究所、金屬工業研究所合併成立工業技術研究院，并给予工研院以先进工业技术推动台湾工业发展和经济起飞的目标。
1975年，RCA獲選為台灣積體電路合作計畫的夥伴，1976年，第一批赴美受訓的工程師整裝待發，1977年，工研院建立台灣首座4吋晶圓的積體電路示範工廠，並自1980年起，陸續衍生了包括聯電、台積電、台灣光罩 、世界先進等半導體大廠，奠定了台灣IC產業起飛；1983年工研院更開發出與IBM相容的個人電腦，並將技術移轉給國內業者，帶動週邊產業的蓬勃發展，奠定了個人電腦資訊產業的基礎。
工研院運用了研發環境的獨特性，以及透過綿密堅實的產業網絡關係，連結區域或產業之研發能量，積極協助台灣產業發展與升級。2005年起，為配合台灣整體區域產業發展政策，強化科技與地方產業的連結，陸續在台南六甲設立「南分院」、南投設立「中分院」，深耕台灣產業創新的研發專區。

## 沿革
- 1973年，時任經濟部長孫運璿，推動將經濟部所屬的聯合工業研究所、聯合礦業研究所、金屬工業研究所合併，成立財團法人工業技術研究院。
- 1976年，與美國無線電公司（RCA）簽訂技術移轉授權合約，成功引進半導體製程技術。
- 1980年，衍生成立聯華電子，為國內第一家專業4吋晶圓製造公司。
- 1985年，研發碳纖維複合材料，技轉自行車、高爾夫球及網球拍廠商，其中技轉廠商之一的巨大機械已發展成為全球最大自行車廠。
- 1987年，衍生國內第一家六吋晶圓製造廠「台灣積體電路製造公司」，開創全球第一個晶圓代工製造營運模式。機械領域
- 1989年，衍生設立「盟立自動化股份有限公司 （页面存档备份，存于）」，為國內最具規模的整合性工業自動化公司[4]。
- 1990年，召集國內46家廠商成立「筆記型電腦聯盟」，建立產業分工體系，促使台灣日後成為全球最大的筆記型電腦生產國。
- 1993年，衍生成立「世界先進積體電路公司 （页面存档备份，存于）」，是國內第一家八吋晶圓製造公司，使台灣晉升為世界半導體主流國之一。
- 1995年，執行「共用引擎計畫」，自英國蓮花汽車技術移轉，開發台灣第一部量產之1.2升8閥及16閥汽車共用引擎，並促成華擎機械之成立。
- 1996年，成立開放實驗室，加速產業技術開發及開創新興高科技產業。
- 2002年，完成台灣第一座符合國際水準之多功能cGMP中草藥試驗工廠建廠。
- 2005年，獲亞洲育成協會（AABI,Asian Associatin og Business Incubation）「亞洲最佳育成中心」（AABI Award）獨家榮銜。在台南縣六甲鄉成立「南分院」，將工研院研發能量延伸至南台灣。
- 2007年，啟用全國首座軟性電子量產開發實驗室，此為領先全球具量產開發技術能量的開放合作實驗室，加速國內軟性電子產業的發展。
- 2008年，建置開發WiMAX Forum認可的全球首座WiMAX Forum應用實驗室（MTWAL），協助國內業者進行各種概念服務的驗證測試。
- 2009年，建置台灣首座獲全球認證（IECEE）的太陽光電測試實驗室（IEC 61215 CBTL），成為全球唯一非會員國取得認證資格的國家。
- 2010年1月，加入國際照明委員會（CIE），為國家級會員。
- 2010年3月，與美國UL合作，推動電動車電池模組暨充電系統安全認證技術標準。
- 2010年6月，打造亞洲首座三維立體積體電路（3D IC）研發實驗室。
- 2011年1月，與德國Fraunhofer簽訂歐盟科研計畫協定（FP7 Grant Agreement）。
- 2011年7月，推動綠色低碳院區計畫Green Campus、成立社會公益委員會。
- 2011年9月，與日本九州大學合作，建立全國首座人因照明實驗室。
- 2011年11月，工研院創新公司 （页面存档备份，存于）（ITIC）與日本三菱日聯投資公司（MUCAP）成立台日創投基金。
- 2012年3月，LED照明測試實驗室取得CBTL認證，為國內第一座符合IEC國際標準之LED照明測試實驗室、成立「商業化諮詢委員會」推動新創事業。
- 2013年6月，於荷蘭恩多芬高科技園區[]成立工研院荷蘭辦公室、與台泥合作建立臺灣首座「鈣迴路補或二氧化碳先導型試驗廠」、成立「工研院科技新創俱樂部」，為台灣高科技產業營造創業氛圍。
- 2013年7月，工研院六甲院區「南部雷射光谷育成暨試量產工場」啟用。
- 2013年8月，成立工研院中分院，帶動中部產業發展。
- 2014年1月，成立亞洲首座通過具國際公信力認證資格的功率模組測試實驗室。
- 2014年3月，全球首座正式營運的OCP開放運算計劃認證中心開幕。
- 2014年9月，工研院中分院與經濟部中台灣創新園區開幕。
- 2015年4月，研發成果「可高速充電鋁離子電池」刊登於英國Nature期刊，為再生能源儲能產業注入創新能量。
- 2015年5月，成立「工研新創群英會」平台，匯聚創業家CEO的成功創業經驗，培育更多新的年經創業家。
- 2015年6月，於美國矽谷成立「台灣創新創業中心」串聯國際新創產業鏈。
- 2015年12月，工研院燃料電池認證實驗室獲得產品安全測試驗認證機構UL認證，為亞洲實驗室通過認證首例。
- 2016年4月，與全球第二大漆包線塗料生產廠商－東特塗料株式會社 （页面存档备份，存于），簽訂電動車馬達散熱關鍵材料合作備忘錄，展開跨國高導熱絕緣樹脂技術合作。
- 2016年7月，與台泥公司進行碳捕獲及利用技術合作簽約儀式，協助廠商擴大建置微藻養殖示範系統及研發中心，進行微藻固碳及加值化應用。
- 2016年9月，與圖形處理器（GPU）加速運算技術大廠NVIDIA（輝達）簽署合作備忘錄，將深度學習、人工智慧導入自動駕駛車輛，及共同開發機器人智慧化。
- 2016年11月，成立巨量微組裝產業推動聯盟，串連顯示、LED、半導體及系統整合廠商，共同建立跨領域產業交流平台。
- 2017年10月，率先進駐沙崙綠能科學城，與台塑共同打造染料敏化電池試量產線。
- 2017年11月，攜手俄羅斯國家科學院，擴大科研創新合作平台綜效。
- 2017年12月，創新園區正式揭牌啟用，以共創模式打造創新研發與產業化聚落。
- 2018年7月，成立「電網管理與現代化策略辦公室」，推動電網管理技術和解決方案。
- 2018年7月，成立「循環經濟策略辦公室」，推動跨域整合型循環經濟產業創新研究。
- 2018年7月，與車王電子 （页面存档备份，存于）、華德動能、X-by-Wire新創公司iAuto及臺灣大學等合作，發表國內首部「自動駕駛中型巴士」及「自動駕駛商用車」。
- 2018年8月，成立「產業科技國際策略發展所」，提供台灣產官學研各界專業的市場資訊與顧問服務。
- 2018年10月，成立「人工智慧應用策略辦公室」，推動產業AI化與AI產業化。
- 2019年2月，整合25家電力、電網及再生能源等領域的領導企業與學校，成立「電網人才發展聯盟」，力促臺灣能源轉型。
- 2019年8月，攜手臺灣中小企業銀行、中小企業信用保證基金三方合作，結合資金市場與科技市場，以無形資產評價獲取銀行優惠利息融資，開我國首創。
- 2019年10月，與新竹市政府合作，共同推動「Taiwan No. 0001」自駕車正式於新竹南寮漁港揭牌上路，成為全臺首輛能在開放場域驗證的自駕車。
- 2019年10月，工研院光電測試實驗室獲得權威 DiiA 聯盟認可，成為國內唯一取得 DALI（Digital Addressable Lighting Interface；DALI）認證殊榮之測試實驗室。
- 2019年12月，國內第一座兼具自然、人文、科技的沙崙智慧綠能科學城正式啟用，提供業者進駐，並進行綠能技術研發及產業測試驗證等，打造出臺灣的綠金聚落。
- 2020年2月，與工具機公會、精機中心、金工中心、紡織所等單位，共同協助廠商布建生產口罩之設備。
- 2020年6月，與台大生醫分院、新竹馬偕共同合作開發「正壓採檢亭」，具有安全設計、採檢量高、節能舒適、獨立潔淨、組裝迅速等五大特色。
- 2020年10月，與新思科技合作成立人工智慧晶片實驗室(AI Chip Design Lab)，加速臺灣AI晶片發展。
- 2020年11月，啟用「TBIC生醫產業跨域整合實驗場域」(Taiwan Integrated Biomedical Industrial Center)，以三大驗證實驗室與四大模擬臨床場域，為國內第一個智慧醫療跨域整合實驗場域，吸引國際知名生醫產業阿斯特捷利康(AstraZeneca; AZ)率先投入成立「未來醫療實驗室」。
- 2020年12月，「南部產業創新策略辦公室」正式揭牌，整合產官學研的創新計劃資源，推動南部產業發展。
- 2021年3月，成立「淨零永續策略辦公室」，宣布全院將在2050年達到淨零排放的目標。
- 2021年10月，打造首座 MIT「細胞自動化生產系統」，為全球整合最完整的系統模組，也是國內首座結合細胞培養、品質檢測及收穫繼代等完整功能的自動化系統。
- 2021年11月，與新竹物流合作臺灣首創自駕物流，全長約1.9公里，為全臺第一個直接在開放性真實人車混合道路進行的自駕物流實驗測試案例。
- 2021年11月，啟用全臺首座「臺灣半導體與電子產業先進雷射應用服務中心」，引進來自德國創浦（Trumpf）的四台亞洲僅有高階脈衝雷射，成立除德國以外之全世界最高階應用服務中心。
- 2022年4月，舉辦ITRI NET ZERO DAY「打造淨零時代競爭力」論壇暨特展，從「碳管理平台」、「服務團」、「人才」、「技術」四大面向提出減碳策略，並展出超過40項減碳技術，涵蓋能源供給、需求使用、低碳製造、環境永續四大層面。
- 2022年5月，成立「淨零永續人才聯盟暨淨零永續學校」，攜手中華民國全國工業總會、台灣區電機電子工業同業公會、臺灣機械工業同業公會、台灣化學產業協會、台灣電路板協會等關鍵公協會，共同協助培育產業綠領人才。
- 2022年6月，發表「臺灣2050氫應用發展技術藍圖」，從發電、載具、工業三大氫能應用與氫氣供應面向，結合產業需求與技術發展，提出未來30年臺灣氫能應用技術的發展策略。
- 2022年11月，攜手台達電子、復盛公司、堃霖空調、漢鐘精機、寧茂企業、力菱機電、鑫國空調設備、中興電工、日揚科技、天基冷凍空調、東元電機、國祥冷凍機械、崴立機電等13家廠商，成功打造第一條全國產磁浮離心壓縮機與冰水機供應鏈。
- 2022年12月，與中鋼公司建立全臺首座「鋼化聯產」先導工場，將整合鋼鐵與化工產業碳資源循環利用， 加速邁向2050淨零排放。
- 2023年5月，攜手桃園機場公司，在桃園國際機場第一、二航廈及周圍重要站點間進行自駕運行，為臺灣第一個在開放場域以中高速自駕測試運行案，也是臺灣目前最高速的自駕車測試案，全長約4.2公里，並結合5G智慧路口技術，提升整體運行安全。
- 2023年6月，工研院光復院區二館榮獲內政部頒訂綠建築標章，此為工研院第7座綠建築認證，取得綠建築的數量在國內研究機構名列前茅。
- 2023年7月，工研院成立50周年，深耕產業協助臺灣從科技的追隨者到創新者，總統蔡英文肯定一路走來，工研院獲得許多國際榮耀，是臺灣之光，也是國人驕傲。院慶當日歷任董事長、院長、院友及產業貴賓上百人「回娘家」，包含台積電創辦人張忠謀、總統府資政林信義等。
- 2023年7月，建立「史料文物館」收藏國內近50年來的科技產業發展文物，包含七大產業領域、逾百件珍貴研發成果，如1976年臺灣第一顆自行設計的商用積體電路、1983年臺灣第一具工業機器人ITRI-E、1996年全球第一片2L軟性印刷電路板等。
- 2023年8月，攜手台積電力邀逾30家廠商制定半導體設備資安標準，歷時3年於2022年正式發布SEMI E187半導體設備資安標準，成為少數由臺灣主導制定的國際標準，並於2023年獲頒「SEMI 2023 國際標準貢獻獎（2023 International SEMI Standards Excellence Award）」。
- 2023年12月，再次獲得美國食品藥物管理局（U.S. Food and Drug Administration；FDA）查驗資格，審查項目增加至184項，迄今工研院仍是美國以外唯一的第三方醫療器材上市審查機構。

## 爭議
- 2025年4月，工業技術研究院（工研院）於執行衛生福利部「次世代數位醫療平臺 （页面存档备份，存于）」計畫期間，因未依規定標註開源專案授權內容，且於另一國家標準專案「TW Core IG」的授權條款中明文禁止特定個人與公司使用該專案，引發開源社群廣泛關注與爭議。[5]
  - 2025年4月16日，一名工程師（下稱「當事工程師」）於 GitHub 專案 ITRI-BDL-D/CQL-Project-template （页面存档备份，存于） 中新增 issue 討論 [6]，指控工研院未遵守 Apache-2.0 授權條款 （页面存档备份，存于），將美國 AHRQ 開源專案 CQL-Testing-Framework （页面存档备份，存于） 程式碼複製後上傳至其管理的專案中，卻未附上原始授權聲明[7][8]。同日，工研院補上授權檔案，但仍未標註原作者等必要資訊，不符合授權條款要求[9]。
  - 2025年4月19日，工研院於 TW Core IG 專案中更新授權條款，明文禁止當事工程師及其公司使用該專案內容，引發外界質疑政府資源不應針對特定個人設限 [10]。
  - 2025年4月19日，工研院更新授權條款，解除上述限制，聲明「我們已知當事工程師經過此次事件已了解其於其專案之 CC BY-NC-SA 4.0 許可證特別禁止工研院使用也是一件不好的事，故我們針對我們的專案的許可證取消對其限制。」[11]。
  - 2025年4月19日，當事工程師回應，指出其專案設定限制條款的原因，是因工研院「在未經同意、未經知會的狀況下，擅自將其專案納入醫資大平台，作為 KPI？」，並呼籲工研院應公開道歉 [12]。
  - 2025年4月19日，衛福部資訊處發表聲明，感謝民眾對開源授權標示的提醒，該程式原本就可以從美國的網站公開取得 ，為了避免不需要的誤解，本部已經要求提供工具原網站連結為主；醫療資訊大平台所提供的各項數位工具與資源，在合理、正當的使用前提下，本部絕對不會設限或阻擋大家的應用 [13][14]。
  - 2025年4月20日，工研院對授權標示不全公開致歉，表示將於一週內完成技術架構與文件指引的全面檢視，並強調未來將強化與開源社群合作，落實知識共享精神。然而，針對限制特定人士使用政府公共資源部分，則未提出具體說明 [15][16]。

## 歷任首長
| 姓名           | 就職時間      | 卸任時間              |
| 董事長         | 董事長        | 董事長                |
| -------------- | ------------- | --------------------- |
| 王兆振         | 1973年7月1日  | 1978年6月30日         |
| 徐賢修         | 1978年7月1日  | 1988年12月8日         |
| 張忠謀         | 1988年12月9日 | 1994年3月1日          |
| 李達海         | 1994年3月2日  | 1994年11月14日        |
| 孫震           | 1995年1月20日 | 2000年8月21日         |
| 林信義         | 2000年8月22日 | 2001年3月4日          |
| 翁政義         | 2001年3月5日  | 2004年9月30日         |
| 林信義         | 2004年10月1日 | 2008年6月15日         |
| 史欽泰         | 2008年6月16日 | 2008年9月30日         |
| 張進福（代理） | 2008年10月1日 | 2010年2月21日         |
| 蔡清彥         | 2010年2月22日 | 2016年7月21日         |
| 吳政忠         | 2016年7月22日 | 2017年10月4日         |
| 李世光         | 2017年10月5日 | 2024年7月30日         |
| 吳政忠         | 2024年7月31日 | 現任                  |
| 院長           |               |                       |
| 王兆振         | 1973年7月1日  | 1978年7月31日         |
| 方賢齊         | 1978年8月1日  | 1985年8月19日         |
| 張忠謀         | 1985年8月20日 | 1988年12月8日         |
| 林垂宙         | 1988年12月9日 | 1994年4月18日         |
| 史欽泰         | 1994年4月19日 | 2003年8月27日         |
| 李鍾熙         | 2003年8月28日 | 2010年4月15日         |
| 徐爵民         | 2010年4月16日 | 2015年1月25日         |
| 劉仲明         | 2015年1月26日 | 2018年2月15日         |
| 張培仁         | 2018年2月16日 | 2018年4月15日（代理） |
| 劉文雄         | 2018年4月16日 | 現任                  |

## 組織
董監事會
- 常務董事兼董事長
- 常務董事（5名，國科會主任委員、經濟部長以及產學界人物）
- 董事（9名）
- 監事並為常務監事（1名，行政院主計總處副主計長）
- 監事（2名）

行政業務單位
- 院長
- 副院長
- 總營運長
- 協理
- 法務長
- 行銷長
- 永續長
- 資深技術專家
- 業務發展處（處長）
- 企劃與研發處（處長）
- 人力資源處（處長）
- 行銷傳播處（處長）
- 行政與服務處（處長）
- 資訊服務處（處長）
- 會計與財務處（處長）
- 產業服務中心（執行長）
- 技術移轉與法律中心（執行長）
- 產業學院（執行長）
- 中分院（執行長）
- 南分院（執行長）
- 量測技術發展中心（執行長）
- 服務系統科技中心（執行長）
- 智慧機械科技中心（執行長）
- 智慧感測與系統科技中心（執行長）
- 材料與化工研究所（所長）
- 資訊與通訊研究所（所長）
- 綠能與環境研究所（所長）
- 電子與光電系統研究所（所長）
- 機械與機電系統研究所（所長）
- 生醫與醫材研究所（所長）
- 產業科技國際策略發展所（所長）

## 榮譽榜
- 2008 「晶片式交流電發光二極體照明技術On-Chip AC LED Lighting Technology」，榮獲全球百大科技獎(R&D 100 Awards)
- 2009 「隨身包收音機Flexio Radio」獲得德國紅點設計大獎
- 2009 「流體動消防燈系統Fluid Driven Lighting System」榮獲德國iF設計競賽獎
- 2009 「超薄音響喇叭fleXpeaker」技術，榮獲華爾街日報（The Wall Street Journal）科技創新獎（TIA）消費性電子類首獎
- 2009 「鋰電池安全裝置STOBA」，榮獲全球百大科技獎（R&D 100 Awards）
- 2010 「REDDEX環保防火耐燃材料」、「區域化2D/3D切換立體顯示器」及「多用途軟性電子基板技術」榮獲全球百大科技獎（R&D 100 Awards）
- 2010 「多用途軟性電子基板FlexUPD」顯示器材料技術獲得華爾街日報（The Wall Stree Journal）科技創新獎（TIA）
- 2011 「高無機含量透明混成基板ITRI Flexible Substrate for Displays」榮獲「國際資訊顯示協會」（SID）顯示器元件材料銀獎
- 2011 「可重覆書寫電子紙i2R e-Paper」和「新型偏光板保護膜HyTAC」榮獲全球百大科技獎（R&D 100 Awards）
- 2011 「綠能天線技術」在「太陽能產業」（SIA）榮獲傑出團體獎（ITRI as Excellent Organization）
- 2011 「可重覆書寫電子紙i2R e-Paper」和「噴塗式隔熱技術Spray-IT」榮獲華爾街日報（The Wall Street Journal）科技創新獎（TIA）
- 2012 「Reddex環保防火耐燃材料」獲美國航空周刊「挑戰創新獎」（A&D SIC Awards）
- 2012 工研院連續五年獲全球百大科技研發獎，今年以六項科技「木質素環氧樹酯技術」、「熱電材料與模組技術」、「微結構側向式太陽能集光器技術」、「低溫大氣壓電漿鍍膜技術」、「輕亮LED球泡燈技術」、「電表便利貼技術」獲獎，是所有參加機構中獲得獎項第二多的單位
- 2012 工研院以「透光發電板SideLighter」和「大氣電漿aePLASMA」榮獲華爾街日報(The Wall Street Journal)科技創新獎(TIA)，並成為該年度唯一獲得兩項獎項的單位，並創造連續四年獲獎的記錄
- 2013 工研院連續六年獲全球百大科技研發獎（R&D 100 Awards），今年以「結構化磁通電機技術」、「纖維素丁醇技術」和「頭戴式顯示器之凌空觸控技術」獲獎
- 2014 工研院連續七年獲全球百大科技研發獎（R&D 100 Awards），今年以「鈣迴路捕獲二氧化碳技術」、「線上即時熱能分析儀」獲獎
- 2014 榮獲首屆「總統創新獎」，表彰工研院致力於跨領域整合與前瞻研發、人才培育、智權加值、育成企業、技術服務與技轉衍生新創公司，對台灣技術發展具有關鍵地位及影響力
- 2015 工研院獲得湯森路透（Thomson Reuters）公司頒發「湯森路透全球百大創新機構獎」
- 2015 「線上即時熱能分析儀」榮獲2015 Frost & Sullivan「新產品創新獎」(New Product Innovation Award)
- 2015 工研院連續八年獲全球百大科技研發獎（R&D 100 Awards），今年以「OLED表面電漿耦合增益技術」、「流體驅動緊急照明技術」、「高敏銳觸覺感知穿戴式輔具」、「奈米纖維濾膜」獲獎
- 2016 工研院連續九年獲全球百大科技研發獎（R&D 100 Awards），今年以「SpeedPro製程優化軟體」、「可高速充放電鋁電池」、「遠距浮空多屏抬頭顯示器」、「iSmartweaR智慧感知衣」、「行動輔助機器人」獲獎
- 2017 工研院以「可高速充放電鋁電池」榮獲愛迪生獎（Edison Awards）「能源與永續」類別銀牌
- 2017 工研院連續十年獲全球百大科技研發獎（R&D 100 Awards），今年以「人工智慧建築節能系統平台」、「化學SEI改質長續航力電動車鋰電池」、「肌肉活動訊號手勢辨識體感技術」、「可視化磊晶製程優化系統」、「廢液晶面板再利用處理系統」、「半導體微波退火」、「功耗與熱感知電子系統層級平台技術」、「半導體機台故障預診斷軟體」獲獎，其中，「廢液晶面板再利用處理系統」又奪下綠色科技特殊貢獻獎（R&D 100 Special Recognition Awards）
- 2018 工研院以「智慧視覺系統機器人」和「隨手型智慧蔬果農藥檢測器」榮獲2018 CES創新獎（Innovation Awards）
- 2018 工研院榮獲科睿唯安「全球百大創新機構獎」（Top 100 Global Innovators），為台灣唯一獲獎的研發機構
- 2018 工研院以「流體驅動緊急救難技術」榮獲愛迪生獎（Edison Awards）「應用科技-商業安全」類的銀牌
- 2018 工研院連續十一年獲全球百大科技研發獎（R&D 100 Awards），今年以「超臨界流體染色與機能化同步技術」、「可攜式UVC LED流動水模組」、「電信操控無人機隊解決方案」獲獎。
- 2019 工研院以「高負載高續航商用無人機」榮獲 CES創新獎（Innovation Awards）
- 2019 工研院「iRoadSafe智慧道路安全警示系統」贏得2019年愛迪生獎評審團青睞，獲得「運輸與物流類-乘客安全」銀牌。
- 2019 工研院勇奪「國家產業創新獎」七項大獎。在組織類拿下「卓越創新學研機構獎」，團隊類拿下兩座「團隊創新領航獎」，以及「地方產業創新典範獎」、「產業創新聯盟獎」，個人類拿下兩項「創新菁英獎」等共七項獎項。
- 2019 工研院榮獲科睿唯安「德溫特全球百大創新機構獎」，與全球頂尖企業並駕齊驅，為台灣爭光，並三度獲獎，拿下全亞洲獲獎最多之研究機構殊榮。
- 2019 工研院以「iRoadSafe車聯網技術」勇奪第26屆智慧運輸世界大會「亞太區產業成就獎」（ITS World Congress）。
- 2019 工研院以「眼底鏡創新健康照護服務」榮獲第23屆世界資訊科技大會「全球資通訊科技應用傑出貢獻獎」（Global ICT Excellence Award）-「傑出醫療應用獎優選」（Innovative eHealth Solutions），讓台灣智慧醫療研發能量再獲得國際矚目。
- 2019 工研院連續十二年獲全球百大科技研發獎（R&D 100 Awards），以「仿生多突狀磁珠製備技術」和「RAIBA可動態重組與自我調節之電池陣列系統」獲獎。
- 2020 工研院以「PECOLA樂齡陪伴機器人」、「iStimUweaR複合式智能穿戴系統」分別榮獲 CES智慧家庭類、穿戴式科技類創新獎（Innovation Awards）。
- 2020 工研院以專利影響力與核准成功率榮耀國際！美國科睿唯安（Clarivate Analytics）特頒「德溫特全球百大創新機構獎」，表彰工研院豐沛的研發能量與追求卓越創新之努力。
- 2020 工研院首次以「無甲醛環保接著劑」、「仿生多突狀磁珠製備技術（iKNOBEADS）」兩項技術，各別獲得愛迪生獎（Edison Awards）「健康安全科技」類別之金獎、銅牌獎。
- 2020 工研院研發之「小基站網路智能規劃與管理技術（Athena SON – RAN Planning & Optimization Service）」獲得全球行動通訊產業的年度大獎-小型基地台全球論壇（Small Cell Forum；SCF）評審團特別獎 ( Judges' Choice of the SCF Awards 2020）榮譽。
- 2020 工研院獲得2019年Cheers新世代最嚮往雇主調查「專業服務業TOP 1」及LinkedIn臺灣最佳互動雇主品牌，並得到瑞典2020對臺灣之雇主品牌力調查「Universum最具吸引力企業排行榜（Most Attractive Employers）」榮獲最具吸引力僱主第六名等獎項肯定。
- 2020 工研院連續十三年獲全球百大科技研發獎（R&D 100 Awards），以「染料敏化電池應用於智慧家庭技術」、「慢性傷口智慧照護」和「高能量及高安全樹脂固態電池」獲獎。
- 2020 工研院開發「先進AI光達人流感測系統」及「次世代AI驅動智慧理財技術」分別拿下第24屆世界資訊科技大會（WCIT）「傑出貢獻獎」與「傑出數位創新獎」。
- 2021 工研院以「iDarlingWeaR嬰幼兒智慧照護裝置」非接觸微型生理感測，獲2021 CES創新獎（Innovation Awards）肯定。
- 2021 工研院以專利影響力，連續4年、第5度榮獲科睿唯安頒發「全球百大創新機構獎」肯定。
- 2021 工研院以「AI立體式智慧倉儲系統」和「微生物染料開發與纖維應用」兩項技術，分別榮獲愛迪生獎（Edison Awards）「創新服務AI人工智慧應用」類、「工程與材料科學–底漆、塗料與染料」類之金獎、銀獎。
- 2021 工研院首度榮獲由亞洲權威人力資源雜誌《HR Asia》頒發的「2021亞洲最佳企業雇主獎」，是亞洲區規模最大的雇主品牌獎項。
- 2021 工研院連續十四年獲全球百大科技研發獎（R&D 100 Awards），以「促進組織整合仿生3D列印技術」、「等溫高效率水氣分離技術」、「軟體定義增強型機器人關節模組」等三項技術獲獎。
- 2021 工研院以卓越的科技防疫能量，獲國國際知名創新論壇（HLF）頒發「社會經濟發展與韌性獎」殊榮。
- 2021 工研院透過「全數位方式」舉辦2021年CES，以波段式行銷與虛擬展館參與，獲美國國際獎項協會－數位行銷專案總冠軍。
- 2021 工研院「ITRI Today」走在全球數位行銷趨勢，具全球知名品牌與設計能力，獲美國國際獎項協會－行銷刊物金獎。
- 2021 工研院以防疫科技突破疫情限制，為國家築構防疫戰線，獲Globee Awards 傳播卓越獎－最佳科技金獎。
- 2021 工研院以COVID-19防疫科技及其媒體傳播成果，獲Globee Awards 「傳播卓越獎」－年度行銷銀獎殊榮，為唯一臺灣獲獎研發機構．贏得國際認同。
- 2021 工研院透過「全數位方式」舉辦2021年CES，以波段式行銷與虛擬展館參與，獲美國公關與行銷－卓越獎。
- 2022 工研院以「智慧熱影像安護系統」、「智慧寵物項圈」、「RGB-D AI機器人」創新技術同時勇奪三項2022 CES創新獎（Innovation Awards）。
- 2022 工研院連續5年、第6度榮獲科睿唯安頒發「全球百大創新機構獎」肯定。
- 2022 工研院以「促進組織整合仿生3D列印技術（BioMS-Ti）」和「眼部醫學影像輔助診斷技術（Portable Edge AI-DR）」兩項技術，分別榮獲愛迪生獎（Edison Awards）「科學與醫藥」類之銀獎、銅獎。
- 2022 工研院連續十五年獲全球百大科技研發獎（R&D 100 Awards），以「高精密陣列之微型Micro LED全彩顯示模組」、「眼底病變AI輔助診斷與偵測技術」、「9KC GreenTape™ LTCC於5G毫米波通訊技術」等三項技術獲獎。
- 2022 工研院以「創新低碳吊扇技術」，勇奪全球能源國家獎臺灣冠軍。
- 2022 工研院攜手和碩，以5G O-RAN節能專網解決方案，在英國倫敦榮獲全球行動通訊產業的年度大獎「2022小基站論壇獎（SCF Small Cell Awards 2022）」。
- 2022 工研院研發的「iPetWeaR」智慧寵物項圈，獲國際ICT貿易組織亞太資訊服務業組織（ASOCIO）頒發「ASOCIO 2022 ICT Award」的「健康科技獎」。
- 2023 工研院以「我視AI魚缸」，獲2023 CES創新獎（Innovation Awards）肯定。
- 2023 工研院連續六年，第七度獲科睿唯安（Clarivate）頒發「全球百大創新機構」獎。
- 2023 工研院榮獲10th Annual 2023 Sales, Marketing, Customer Success, and Operations Awards，贏得Grand Winners的最高榮耀肯定！
- 2023 工研院線上虛擬展示館，勇奪2023年Globee Business Awards最佳科技行銷應用（Best Use of Technology in Marketing）金獎！
- 2023 工研院以「CES 2022虛實整合展會行銷」奪下2023年Globee Business Awards年度行銷專案 （Marketing Program of the Year）金獎！
- 2023 工研院以「O-RAN節能專網網管技術」、「超分子複合技術眼藥滴劑」、「智慧射頻熱消融系統」獲美國愛迪生獎全球百大科技研發獎（R&D 100 Awards）。
- 2024 工研院連續七年，第八度獲科睿唯安（Clarivate）頒發「全球百大創新機構」獎。
- 2024 工研院獲美國人才發展協會（ATD）頒發「卓越人才發展獎」（Advancing Talent Development Awards）之人才發展創新獎（Talent Development Innovation Award）。
- 2024 工研院以「創新雙標靶青光眼藥物」、「細胞功能之鑰」、「高精密陣列之微型Micro LED全彩顯示模組」、「高效潔淨聚酯溶解脫色技術」，榮獲愛迪生獎（Edison Awards）1金獎及3銀獎。
- 2024 工研院獲美國人才發展協會（ATD）頒發「卓越人才發展獎」（Advancing Talent Development Awards）之人才發展創新獎（Talent Development Innovation Award）。
- 2024 工研院以強化本院引領產業創新的品牌策略，勇奪2024年Globee Awards顧客卓越獎－品牌策略金獎。
- 2024 工研院以50周年系列活動成功帶來品牌影響力，勇奪2024年 美國國際獎項協會「NYX Awards」品牌形象金獎（Company Branding）。
- 2024 工研院透過50周年系列活動優質行銷，勇奪2024年美國國際獎項協會「NYX Awards」整合行銷金獎（Integrated Marketing）。
- 2024 工研院以「衛星與5G通用軟體調適基地台技術」、「MOSAIC 3D AI 晶片」、「敏捷部署之需量反應能源管理系統」、「AI低碳無機聚合混凝土技術」、「煙道氣捕CO2 製造固碳PC技術」、「線上X光關鍵尺寸量測系統」、「觸覺感知導航內視鏡機器人」、「轉爐出鋼製程數位雙生系統」獲全球百大科技研發獎（R&D 100 Awards）。
- 2025 工研院連續八年，第九度獲科睿唯安（Clarivate）頒發「全球百大創新機構」獎，為全球三家入選的研究機構之一。
- 2025 工研院以「突破性多效能溫感水膠」、「NaPoGlass技術」、「漏水智慧監測技術」、「H型鋼構低碳自動生產製造技術」、「智慧充電：電動車電網友善充電管理技術」、「自動化網路控管技術Janus」、「冷能需量反應管理系統」，榮獲愛迪生獎（Edison Awards）3金獎、3銀獎及1銅獎。

## 傑出院友
- 張忠謀
- 曹興誠
- 史欽泰
- 蔡明介
- 胡定華
- 李秉傑
- 盧志遠
- 陳興時
- 林耕華
- 章青駒
- 孫弘

## 工研院院士
- 為表彰在產業技術上對產業發展與增進人民生活福祉有傑出貢獻之個人，以促進我國科技發展，特設置「工業技術研究院院士 (ITRI Laureate)（以下簡稱「院士」）」，須具有產業管理或科技研發實務之經歷，在技術創新及其產業化有卓越成就，並對國家產業發展與增進人民生活福祉有傑出貢獻。每屆當選之院士於當年度公告並頒授證書公開表揚，工研院院士為終身榮譽職銜。

### 歷屆院士名單
| 第一屆（2012年）         | 第一屆（2012年）                                                                                  |
| ------------------------ | ------------------------------------------------------------------------------------------------- |
| 張忠謀                   | 台積電創辦人                                                                                      |
| 施振榮                   | 宏碁電腦創辦人                                                                                    |
| 胡定華                   | 建邦創業投資公司董事長                                                                            |
| 鄭崇華                   | 台達電子創辦人暨榮譽董事長                                                                        |
| 施崇棠                   | 華碩電腦董事長                                                                                    |
| 林書鴻                   | 長春石化董事長兼總經理                                                                            |
| 蔡明介                   | 聯發科 （页面存档备份，存于）董事長暨執行長                                                       |
| 李秉傑                   | 晶元光電 （页面存档备份，存于）董事長                                                             |
| 第二屆（2013年）         |                                                                                                   |
| 林百里                   | 廣達電腦董事長                                                                                    |
| 盧志遠                   | 旺宏電子股份有限公司總經理及欣銓科技股份有限公司創辦人暨董事長                                    |
| 陳興時                   | 榮剛集團總裁及榮剛材料科技股份有限公司董事長                                                      |
| 林本堅                   | 台灣積體電路製造股份有限公司研究發展副總經理                                                      |
| 第三屆（2014年）         |                                                                                                   |
| 陳顯彰                   | 長春關係企業總管理處副總裁                                                                        |
| 施敏                     | 國立交通大學榮譽講座教授                                                                          |
| 虞華年                   | 工研院前瞻技術指導委員會榮譽主席                                                                  |
| 林耕華                   | 中央研究院院士                                                                                    |
| 劉易斯·特曼 Lewis Terman | 前IEEE全球總會會長暨IBM榮譽退休研究員                                                             |
| 第四屆（2015年）         |                                                                                                   |
| 章青駒                   | 世界先進積體電路股份有限公司前任董事長                                                            |
| 蔣尚義                   | 台灣積體電路製造股份有限公司董事長顧問                                                            |
| 招允佳                   | 漢民微測科技股份有限公司執行長                                                                    |
| 洪鎮海                   | 儒鴻企業股份有限公司董事長                                                                        |
| 第五屆（2016年）         |                                                                                                   |
| 宋恭源                   | 光寶集團董事長                                                                                    |
| 胡正明                   | 加州大學柏克萊分校電機系台積電傑出講座教授                                                        |
| 黃民奇                   | 漢民集團創辦人兼董事長                                                                            |
| 孫弘                     | 盟立自動化董事長兼總裁                                                                            |
| 蔡輝亮                   | 台光電子材料股份有限公司副董事長暨策略長                                                          |
| 第六屆（2017年）         |                                                                                                   |
| 史欽泰                   | 國立清華大學講座教授                                                                              |
| 高英士                   | 長興材料工業股份有限公司創辦人                                                                    |
| 盧明光                   | 中美矽晶製品股份有限公司暨朋程科技股份有限公司董事長暨執行長                                      |
| 第七屆（2018年）         |                                                                                                   |
| 王康隆                   | 美國加州大學洛杉磯分校電機工程學系雷神講座教授                                                    |
| 朱志洋                   | 友嘉集團創辦人                                                                                    |
| 張有德                   | 益安生醫股份有限公司董事長                                                                        |
| 苗豐強                   | 聯華神通集團董事長                                                                                |
| 第八屆（2019年）         |                                                                                                   |
| 楊育民                   | 美國AbGenomics 新藥公司董事長                                                                     |
| 張安平                   | 台泥企業團總執行長暨台泥董事長                                                                    |
| 焦佑鈞                   | 華邦電子公司董事長                                                                                |
| 楊振通                   | 亞力電機集團總裁                                                                                  |
| 林健男                   | 台灣塑膠公司董事長兼總經理                                                                        |
| 第九屆（2020年）         |                                                                                                   |
| 劉德音                   | 台灣積體電路製造股份有限公司（台積電）董事長                                                      |
| 魏哲家                   | 台灣積體電路製造股份有限公司（台積電）總裁                                                        |
| 翁啟惠                   | 美國加州Scripps研究院化學講座教授、中研院基因體研究中心合聘特聘研究員、國家生技醫療產業策進會會長 |
| 孔祥重                   | 美國哈佛大學比爾蓋茲講座教授、臺灣人工智慧學校校長                                                |
| 李源德                   | 國立臺大醫學院名譽教授、財團法人名儕醫學文教基金會董事長、醫者診所創辦人                          |
| 林憲銘                   | 緯創資通股份有限公司董事長暨策略長、緯穎科技服務股份有限公司董事長                                |
| 杜書伍                   | 聯強國際集團總裁兼執行長、東海大學董事、國立交通大學兼任教授                                      |
| 第十屆（2021年）         |                                                                                                   |
| 吳敏求                   | 旺宏電子董事長暨執行長                                                                            |
| 蔡力行                   | 聯發科副董事長暨執行長                                                                            |
| 吳錦城                   | 工研院前瞻技術指導委員會召集人                                                                    |
| 楊泮池                   | 國立臺灣大學醫學院內科教授                                                                        |
| 葉常菁                   | Onward Therapeutics董事長暨執行長                                                                 |
| 第十一屆（2022年）       |                                                                                                   |
| 王伯元                   | 中磊電子股份有限公司榮譽董事長暨共同創辦人                                                        |
| 蕭慈飛                   | 長興材料工業股份有限公司資深顧問                                                                  |
| 海英俊                   | 台達電子工業股份有限公司董事長                                                                    |
| 李謀偉                   | 李長榮集團總裁                                                                                    |
| 尹衍樑                   | 潤泰集團總裁暨營建事業群總工程師兼研發長                                                          |
| 第十二屆（2023年）       |                                                                                                   |
| 劉克振                   | 研華股份有限公司董事長                                                                            |
| 吳明賢                   | 國立臺灣大學醫學院附設醫院院長                                                                    |
| 童子賢                   | 和碩聯合科技股份有限公司董事長暨策略長                                                            |
| 陳其宏                   | 明基佳世達集團董事長                                                                              |
| 第十三屆（2024年）       |                                                                                                   |
| 黃仁勳                   | 輝達執行長                                                                                        |
| 蘇姿丰                   | 超微董事長                                                                                        |
| 徐秀蘭                   | 環球晶圓董事長                                                                                    |
| 陳俊聖                   | 宏碁董事長                                                                                        |
| 陳適安                   | 臺中榮民總醫院院長                                                                                |

### 腳註
1. ↑  . 工研院中文版.   [2025-08-08] （英语）.
2. ↑   (PDF), 經濟部智慧財產局, 2014-12-31  [2021-10-26], （原始内容 (PDF)存档于2021-10-26）
3. ↑  楊艾俐. . 台北: 天下雜誌. 1989: 126-129. ISBN 9789579079013.
4. ↑  經濟日報. . 經濟日報.   [2025-07-29] （中文（臺灣））.
5. ↑  . iThome. 2025-04-20  [2025-04-21]. （原始内容存档于2025-04-27） （中文（繁體））.
6. ↑  , 事件曝光 issue,   [2025-04-22], （原始内容存档于2025-04-27）
7. ↑  ,   [2025-04-22], （原始内容存档于2025-04-27）
8. ↑  , 首次上傳 commit,   [2025-04-22], （原始内容存档于2025-04-27）
9. ↑  , 更新許可證 commit,   [2025-04-22], （原始内容存档于2025-04-19）
10. ↑   , 更新許可證限制特定人士使用 commit
11. ↑  , 移除許可證限制特定人士使用 pull,   [2025-04-22], （原始内容存档于2025-05-01）
12. ↑  , 當事工程師回應,   [2025-04-22], （原始内容存档于2025-05-01）
13. ↑  張建中. 張良知 , 编. . 新竹. 中央社 CNA. 2024-09-06  [2024-09-06]. （原始内容存档于2024-11-08）. 工研院新科院士出爐，共有5人，其中包含AI晶片大廠輝達（NVIDIA）執行長黃仁勳及超微（AMD）董事長暨執行長蘇姿丰。⋯⋯環球晶董事長徐秀蘭、宏碁董事長陳俊聖及台中榮民總醫院院長陳適安。

### 文獻
- 河口充勇著，何連生譯，《台灣矽谷尋根：日治時期台灣高科技產業史話》，園區生活雜誌社，2009年6月20日。
- 《能源與資源研究所：成長與發展》，工業技術研究院能源與資源研究所，2004年12月，第11-12頁。

### 出版品
- 《工業技術研究院年報》 （页面存档备份，存于）
- 《工業技術研究院簡介》 （页面存档备份，存于）
- 《工業技術與資訊》月刊 （页面存档备份，存于）
- 《工業材料雜誌》月刊 （页面存档备份，存于）
- 《機械工業雜誌》月刊 （页面存档备份，存于）
- 《電腦與通訊期刊》季刊 （页面存档备份，存于）

## 外部連結
- 工業技術研究院-全球資訊網 （页面存档备份，存于）
- 工業技術研究院的Facebook專頁
- ITRI Taiwan的Facebook專頁
- 工業技術研究院的Instagram專頁 （页面存档备份，存于）
- ITRI Taiwan的Instagram專頁
- 工業技術研究院的LinkedIn專頁